# Anisodes syntona
Anisodes syntona là một loài bướm đêm trong họ Geometridae.